# Epic Movie
Epic Movie, amerikansk komedifilm från 2007. Den parodierar många kända filmer inom genrerna äventyr och mastodontfilmer.

## Handling
Fyra föräldralösa ungdomar vinner varsin biljett till en chokladfabrik. Här hittar de en garderob som leder till det fantastiska landet Gnarnia. Detta är under lydnad under den grymma White Bitch.

## Om filmen
Filmern parodierar många kända TV-serier och filmer, bland andra:
- Pirates of the Caribbean: Dead Man's Chest
- Harry Potter-filmerna
- Berättelsen om Narnia: Häxan och lejonet
- X-Men: The Last Stand
- Kalle och chokladfabriken
- MTV Cribs
- Punk'd
- Nacho Libre
- Casino Royale
- Scarface
- American Pie
- Snakes on a Plane
- Da Vinci-koden
- Mission: Impossible III
- Superman Returns
- Star Wars
- The Fast and the Furious Tokyo Drift
- Click
- Borat
- Sagan om ringen

## Rollista (i urval)
| Skådespelare/       | Rollfigur/Parodi på       |
| ------------------- | ------------------------- |
| Kal Penn            | Edward                    |
| Jennifer Coolidge   | The White Bitch of Narnia |
| Adam Campbell       | Peter                     |
| Faune A. Chambers   | Susan                     |
| Jayma Mays          | Lucy                      |
| Kevin Hart          | Silas                     |
| Fred Willard        | Aslo                      |
| Carmen Electra      | Mystique                  |
| Tony Cox            | Bob                       |
| Héctor Jiménez      | Mr Tumnus                 |
| Katt Williams       | Harry Beaver              |
| Danny Jacobs        | Borat Sagdijev            |
| David Lehre         | Ashton Kutcher            |
| Scott L. Schwartz   | Hagrid                    |
| Kevin McDonald      | Harry Potter              |
| Crista Flanagan     | Hermione Granger          |
| George Alvarez      | Ron Weasley               |
| Michelle Misty Lang | Blondin                   |
| Crispin Glover      | Willy Wonka               |
| Darrell Hammond     | Kapten Jack Swallows      |
| Sara Jean Underwood | Pirate Wench              |
| Qiana Chase         | Pirate Wench              |
| Jillian Grace       | Pirate Wench              |
| Irina Voronina      | Jogging Girl              |